# جنبش نویسندگان پیشرو
جنبش نویسندگان پیشرو جنبشی ادبی در هند بریتانیا پیش از استقلال بود که شامل چند گروه از نویسندگان در سراسر جهان می‌شد. انجمن ترقی پسند مصنفین هند، یک جنبش مترقی ادبی در پیش تقسیم هند بریتانیایی یود. بعضی شاخه‌های گروه نویسندگان در سراسر جهان در کنار هند و پاکستان وجود داشت.
این گروه‌ها ضد امپریالیستی و چپ‌گرا بودند و به دنبال الهام بخشیدن به مردم از طریق نوشته‌هایشان بودند که از برابری میان همه انسانها حمایت می‌کنند و به بی عدالتی و عق ماندگی اجتماعی در جامعه حمله می‌کنند.
به گزارش روزنامه طلوع، «جنبش نویسندگان پیشرو در ادبیات اردو قویترین جنبش پس از جنبش آموزش سرسید (sir Syed) بود. پیشگامان ادبیات اردو، به برخی از بهترین قطعات داستان وشعر کمک کردند. بی تردید آنها روند سازنده ای برای نسل جدید نویسندگان شدند.»

## سازمان‌ها
جنبش نویسندگان پیشرو هندی در ابتدا با انتشارات آنگاره آغاز گشت (عنبر یا زغال گداخته) که شامل کلکسیونی از نه داستان و یک نمایشنامه تک پرده ای به نوشتهٔ احمد علی، سجاد ظاهیر، رشید جهان و محمودوز ظفر در ۱۹۳۲ بود و در سال ۱۹۳۳ توسط دولت بریتانیا ممنوع گردید. «اتحادیه نویسندگان پیشرو» اولین بار توسط احمد علی محمودوز به رهبری الله‌آباد در ۵ آوریل ۱۹۳۳ معرفی شد که مدت‌ها بعد خود را گسترش داده و تبدیل بهه جنبش نویسندگان پیشرو هندی شد.

## تاریخچه
جنبش نویسندگان پیشرو تا به حال کار حرفه ای داشته‌است. در سال ۱۹۳۶ در لاک نو (Lukenow) به وجود آمد، فقط یک سال پس از نشست نویسندگان هندی در لندن، شخصیت انگیزشی این سازمان، شخصی بود که نام اردوی او آنجورن تاراچی پاساند موانسفین بود و به رهبری سجاد زهیر بود. نویسندگان دیگر در خط مقدم عبارت بودند از دکتر مولک راج آناند، دکتر جوش پارشاد، پارمود رانجان سنگوپتا و دکتر ام.دی. تاسیر. سجاد زهیر در کتاب معروفش «رشنی» شکل‌گیری خود را تشریح کرده‌است. می‌توان گفت که نویسندگان اردوگاهی در خط مقدم «انجمن ترقی پسند مصنفین» بودند، اما بعدها تقریباً همه نویسندگان زبان‌های هندی سازمان‌های خود را با اهداف مشابه داشتند که این اهداف شامل: مبارزه علیه امپریالیسم بریتانیا برای آزاد سازی هند از یوغ خارجی؛ مبارزه علیه پیروان امپریالیسم، زمین برای پناهندگان زمین. این سازمان سوسیالیسم را به مثابه سیستم اقتصادی مناسب، که می‌تواند به بهره‌برداری پایان دهد، در نظر گرفته‌است. مانشی پرمچند، نویسنده بزرگ اردویی و بعد از آن به زبان هندی را افتتاح کرد. رابیندرانات تاگور، مولوی عبدالحک، چیراغ حسن حسرت، عبدالمجید صالیک، مولانا حسرت محنی، جاش مالحاباتی، پروفسور احمد علی، دکتر اختر حسین رعبوری، فیض احمد فیض، استاد مجنون گورخپوری، دکتر رشید جهان، سحاب زاده محمود اهوازافر، استاد منزور حسین و دکتر عبدالعلیم بعضی از استالاردهایی بودند که حمایت فعال و خشن آنها با تئوریهای انجمان تاراقی پاساند مصنفین بود.
کلمه «پیشرفت و در حال پیشرفت» تاریخ منحصر به خود را دارد. در قرن نوزدهم انگلیس، کلمهٔ پیشرفت، شعار جنگی کسانی بود که خواستار بهتر شدن وضعیت زیر دستان را داشتند و به دنبال علم و فناوری با هدف توسعه اجتماعی بودند. کلمهٔ «در حال پیشرفت» برای حاضرین و مخالفان تغییر جامعهٔ بریتانیایی طبق اصول حقوق برابربرای همه، منفور واقع شد. «حرکت به سوی پیشرفت» شامل پیشرفت همه جانبهٔ بشریت بود و معنایش آزادی و دموکراسی بود.